# دو هو
دو هو هو سياسي صيني، ولد في يناير 1975 في Pujiang County, Sichuan ‏ في الصين. نشط حزبياً في الحزب الشيوعي الصيني.